# Baily (Mondkrater)
Baily ist das Überbleibsel eines Einschlagkraters auf der Grenze zwischen dem Mare Frigoris im Norden und dem Lacus Mortis im Süden. Weiter nach Osten zu liegt der Krater Hercules.
Baily wurde in der Vergangenheit von Lava überflutet und nur die nördliche Hälfte des Kraterrandes ist einigermaßen erhalten geblieben. Dieser Rest des Kraterrandes erhebt sich etwa 500 Meter über die Umgebung. Der nordöstliche Rand zeigt eine Ausbuchtung; möglicherweise der Überrest eines anderen Kraters, der früher einmal Baily überlappte. Das Kraterinnere ist eben und weist keine wesentlichen Einschlagspuren auf.
| Buchstabe | Position           | Durchmesser | Link |
| --------- | ------------------ | ----------- | ---- |
| A         | 48,7° N, 31,35° O  | 16 km       |      |
| B         | 50,99° N, 35,15° O | 7 km        |      |
| K         | 51,5° N, 30,5° O   | 3 km        |      |

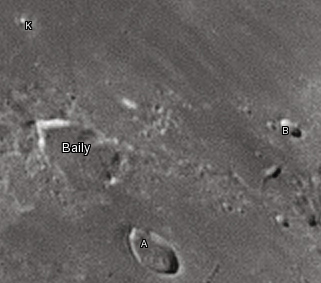
Baily und seine Nebenkrater

Der Krater wurde 1935 von der IAU offiziell nach dem englischen Astronomen Francis Baily benannt.